# Старі Белиці (Любуське воєводство)
Старі Белиці (пол. Stare Bielice, нім. Alt Beelitz) — село в Польщі, у гміні Дрезденко Стшелецько-Дрезденецького повіту Любуського воєводства.
Населення — 355 осіб (2011).
У 1975-1998 роках село належало до Гожовського воєводства.

## Демографія
Демографічна структура станом на 31 березня 2011 року:
|          | Загалом | Допрацездатний вік | Працездатний вік | Постпрацездатний вік |
| -------- | ------- | ------------------ | ---------------- | -------------------- |
| Чоловіки | 176     | 41                 | 127              | 8                    |
| Жінки    | 179     | 42                 | 111              | 26                   |
| Разом    | 355     | 83                 | 238              | 34                   |